# Lime
|  | Lime er også navnet på en landsby på Djursland; se Lime (by) |
Lime (Citrus x aurantifolia) er en frugt, der stammer fra Sydøstasien, hvorfra den blev importeret til Europa i det 13. århundrede. Frugten dyrkes især i Mellemamerika og Asien, og er faktisk den af de surfrugtede citrusarter, der anvendes mest i troperne.

## Beskrivelse
Træet bliver op til 5 meter højt og får små hvide blomster, hvorfra de små runde, grønne citrusfrugter udvikles til en diameter på omkring 5 centimeter.
Limefrugten ligner en lille, rund, grøn citron.

## Smag
Limefrugten smager lidt mere krydret end citronen[kilde mangler] – til gengæld er den en anelse bitter i forhold til andre citrusfrugter[kilde mangler].

## Anvendelse
Limefrugterne er kernefri og velegnet i dressinger og drinks, hvor den smukke, grønne farve pynter. Bruges også til juice og marmelade.
Limefrugten er desuden vandtæt, hvis den ligger vandret i et longdrink-glas og kan dermed bruges til at skille en drink.[kilde mangler]